# Polígono de Reuleaux

Un triángulo de Reuleaux reemplaza los lados de un triángulo equilátero por arcos circulares

Moneda de los Emiratos Árabes Unidos de 50 fils, un heptágono de Reuleaux

En geometría, un polígono de Reuleaux es una curva de ancho constante formada por arcos de radio constante. Estas formas llevan el nombre de su ejemplo prototípico, el triángulo de Reuleaux, que a su vez, lleva el nombre del ingeniero alemán del siglo XIX Franz Reuleaux. El triángulo de Reuleaux se puede construir a partir de un triángulo equilátero conectando cada dos vértices mediante un arco circular centrado en el tercer vértice, y los polígonos de Reuleaux se pueden formar mediante una construcción similar a partir de cualquier polígono regular con un número impar de lados, o de ciertos polígonos irregulares. Cualquier curva de ancho constante se puede aproximar con la precisión deseada mediante polígonos de Reuleaux. Se han aplicado en formas de acuñación.

## Construcción
Si {\displaystyle P} es un polígono convexo con un número impar de lados, en el que cada vértice es equidistante a los dos vértices opuestos y más cercano de todos los demás vértices, entonces reemplazar cada lado de {\displaystyle P} por un arco centrado en su vértice opuesto produce un polígono de Reuleaux. Como caso especial, esta construcción es posible para todos los polígonos regulares con un número impar de lados.
Cada polígono de Reuleaux debe tener un número impar de lados de arco circular y puede construirse de esta manera a partir de un polígono, que coincide con la envolvente convexa de los puntos extremos de los arcos. Sin embargo, también es posible encontrar otras curvas de ancho constante con un número par de arcos utilizando más de un radio distinto.

## Propiedades
Los polígonos de Reuleaux basados en polígonos regulares son las únicas curvas de ancho constante cuyos límites están formados por un número finito de arcos circulares de igual longitud.
Cada curva de ancho constante se puede aproximar arbitrariamente cerca mediante un polígono de Reuleaux (posiblemente irregular) del mismo ancho.

Cuatro polígonos de Reinhardt de 15 lados, formados por cuatro polígonos de Reuleaux diferentes con 9, 3, 5 y 15 lados

Un polígono de Reuleaux regular tiene lados de igual longitud. De manera más general, cuando un polígono de Reuleaux tiene lados que se pueden dividir en arcos de igual longitud, la envolvente convexa de los extremos del arco es un polígono de Reinhardt. Estos polígonos son óptimos en múltiples formas: tienen el mayor perímetro posible para su diámetro, el mayor ancho posible para su diámetro y el mayor ancho posible para su perímetro.

## Aplicaciones
El ancho constante de estas formas permite su uso en las mismas máquinas diseñadas para funcionar con monedas circulares. Por ejemplo, el Reino Unido ha fabricado monedas de veinte peniques y de 50-pence con la forma de un heptágono de Reuleaux regular. La moneda de dólar canadiense conocida como loonie utiliza otro polígono de Reuleaux regular con 11 caras. Sin embargo, algunas monedas con lados de polígono redondeado, como la moneda de libra esterlina del año 2017 de 12 lados, no tienen un ancho constante y no son polígonos de Reuleaux.
Aunque el inventor chino Guan Baihua ha hecho una bicicleta con ruedas poligonales de Reuleaux, la invención no ha tenido éxito.